# Chamaecyparis lawsoniana
Il cipresso di Lawson Chamaecyparis lawsoniana (Murray) Parl. è una pianta sempreverde della famiglia Cupressaceae, originaria delle coste occidentali degli Stati Uniti. In Italia è diffusa come ornamentale ed è stata usata nel Meridione per effettuare rimboschimenti.

## Descrizione

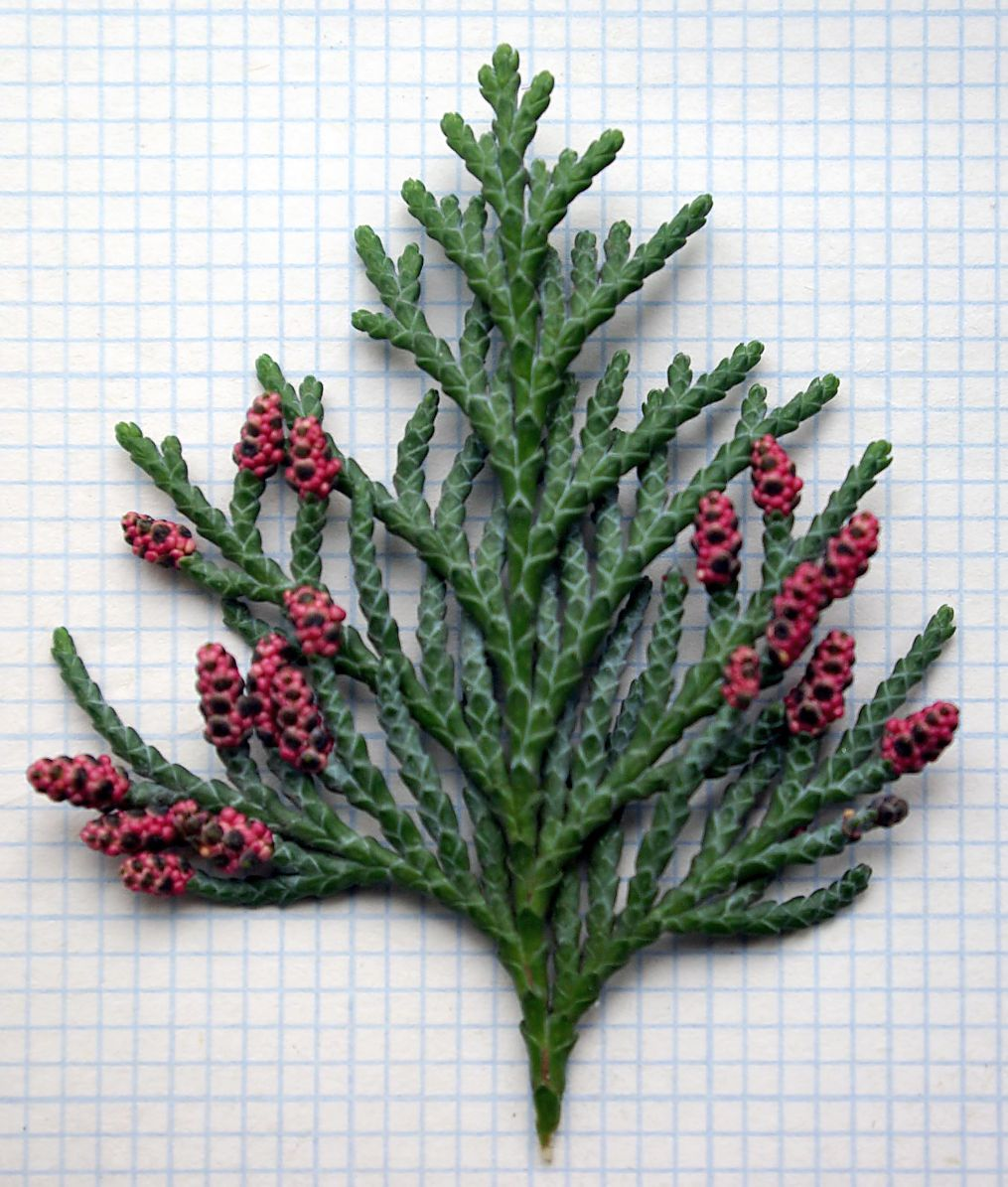
C. lawsoniana coni maschili

Il cipresso di Lawson è un albero che può raggiungere, nelle zone di origine, i 50 m di altezza, ma che solitamente viene mantenuta con potature sui 2-3 metri nella realizzazione di siepi. È infatti una pianta utilizzata per la costituzione di schermi visivi, barriere antirumore e frangivento. Il suo apparato radicale è aggressivo e il suo polline è allergenico.
La spessa corteccia protegge la specie da eventuali incendi boschivi e la rende capace di rigenerarsi bene su una diversa varietà di suoli, ma richiede un'umidità costante. È tollerante all'ombra.
La chioma è molto densa e ramificata, con portamento colonnare.

Le foglie sono squamiformi, a sezione triangolare, embricate e portate su rametti appiattiti (carattere diacritico che lo distingue dal cipresso). La colorazione varia a seconda della varietà dal verde-bluastro al verde-giallognolo ed emanano un odore che ricorda quello del prezzemolo.

I coni maschili sono di piccole dimensioni e di color rosso intenso: divengono poi giallastri per la produzione del polline.

## Distribuzione e habitat
La specie è nativa del sud-ovest dell'Oregon e del nord-ovest della California, e cresce dal livello del mare fino a 1.500 metri nelle valli delle Klamath Mountains, spesso lungo i torrenti. Si comporta meglio all'estremità nord del suo areale.